# Stenoleptura malayana
Stenoleptura malayana är en skalbaggsart som beskrevs av Hayashi 1977. Stenoleptura malayana ingår i släktet Stenoleptura och familjen långhorningar. Inga underarter finns listade i Catalogue of Life.